# ライブ・エール
『ライブ・エール』は、2020年から2024年まで毎年8月に生放送されていたNHKの大型音楽番組である。実質的な前身番組である『思い出のメロディー』と同様に『夏の紅白』と呼ばれていた。

## 概要
2019年まで同時期に『思い出のメロディー』が放送されていたが、2020年は東京オリンピック・パラリンピックの開催に伴い、当初から放送しない予定であった。しかし、同大会は新型コロナウイルス感染症の影響で翌年に開催延期となったため、同年8月8日に代替番組として第1回が放送された。
第1回の好評を受け、翌2021年も第2回の放送が東京オリンピック開催後の8月14日に放送された。前回はNHKホールにて無観客での生放送だったが、同年3月より同会場が改修工事を行っていたため、NHK放送センターのスタジオから生放送。
2022年にNHKホールの耐震工事が終了した事から、同年の第3回は初めて同会場から観客を入れた上で放送された。2023年の第4回も同様。
2024年の第5回は、同年5月1日から5月6日に開催された『2024 君の声が聴きたい』プロジェクトと連動の上5月4日に放送され、この年発生した能登半島地震で被災した高校生たち若者の復興へ向けた歩みを取材したVTRも放映しながら、被災地にゆかりのあるミュージシャンの歌や演奏でエールを送る構成となった。
2025年は、新たな音楽特番『MUSIC GIFT 2025 ～あなたに贈ろう 希望の歌～』が8月9日に放送されることとなり、本番組は前年をもって放送終了となった。

## 放送データ
| 放送回 | 放送日        | 放送時間                                | 会場            | 司会              |
| ------ | ------------- | --------------------------------------- | --------------- | ----------------- |
| 第1回  | 2020年8月8日  | 第1部 19:30 - 20:45 第2部 21:00 - 22:10 | NHKホール       | 内村光良 桑子真帆 |
| 第2回  | 2021年8月14日 | 第1部 18:05 - 18:45 第2部 19:30 - 20:45 | NHK放送センター | 内村光良 桑子真帆 |
| 第3回  | 2022年8月6日  | 第1部 18:05 - 18:45 第2部 19:30 - 20:50 | NHKホール       | 内村光良 桑子真帆 |
| 第4回  | 2023年8月12日 | 第1部 19:30 - 20:45 第2部 21:00 - 22:00 | NHKホール       | 内村光良 桑子真帆 |
| 第5回  | 2024年5月4日  | 第1部 19:30 - 20:45 第2部 21:00 - 22:00 | NHK放送センター | 内村光良 桑子真帆 |

- 平均視聴率はビデオリサーチ調べ、関東地区・世帯・リアルタイム。

## 出演者・セットリスト

### 第1回（2020年）
| 曲順 | 歌手名     | 楽曲       |
| ---- | ---------- | ---------- |
| 1    | MISIA      | 好いとっと |
| 2    | 細川たかし | 北酒場     |

| 曲順 | 歌手名              | 楽曲                         |
| ---- | ------------------- | ---------------------------- |
| 1    | 出演者有志          | 見上げてごらん夜の星を       |
| 2    | Little Glee Monster | 世界はあなたに笑いかけている |
| 3    | 純烈                | プロポーズ                   |
| 4    | 平原綾香            | Jupiter                      |
| 5    | Foorin              | パプリカ                     |
| 6    | 氷川きよし          | 限界突破×サバイバー          |
| 7    | 関ジャニ∞           | LIFE〜目の前の向こうへ〜     |
| 8    | Perfume             | FLASH                        |
| 9    | さだまさし          | 風に立つライオン             |
| 10   | LiSA                | 紅蓮華                       |
| 11   | 石川さゆり          | ソーラン節                   |
| 12   | Little Glee Monster | 栄冠は君に輝く               |
| 13   | 今井美樹            | PIECE OF MY WISH             |

| 曲順 | 歌手名                   | 楽曲                               |
| ---- | ------------------------ | ---------------------------------- |
| 14   | 氷川きよし               | 時代おくれ                         |
| 15   | 細川たかし               | イヨマンテの夜                     |
| 16   | 山崎育三郎               | 長崎の鐘                           |
| 17   | GReeeeN                  | 星影のエール                       |
| 18   | いきものがかり・内村光良 | YELL                               |
| 19   | エレファントカシマシ     | 俺たちの明日                       |
| 20   | JUJU                     | やさしさで溢れるように             |
| 21   | YOSHIKI                  | Forever Love                       |
| 22   | kōkua                    | Progress                           |
| 23   | 松任谷由実、出演者有志   | （みんなで）やさしさに包まれたなら |
| 24   | MISIA                    | あなたにスマイル                   |

出典
- 出演したアーティストは21組。7月9日、7月23日、7月31日、8月6日の4回に分けて出演アーティストが発表された。また、8月7日にはSexy Zoneの中島健人が日本赤十字社医療センターの近藤祐史医師に行ったリモートインタビューの様子を放送することが発表された。
- 『ライブ・エール』本編の放送直前に『もうすぐライブ・エール』と題した特集番組が放送された。NHKの各番組の出演者[注 8]による『エール・ソング』の紹介や、本編にも出演する細川たかし、MISIAによる歌唱などが行われた[11]。

### 第2回（2021年）
| 曲順 | 歌手名              | 楽曲                                 |
| ---- | ------------------- | ------------------------------------ |
| 1    | MISIA               | Welcome One                          |
| 2    | 郷ひろみ            | 2億4千万の瞳-エキゾチック・ジャパン- |
| 3    | 純烈                | 愛をください～Don't you cry～        |
| 4    | Kis-My-Ft2          | We never give up!                    |
| 5    | Little Glee Monster | 足跡                                 |
| 6    | 宮本浩次            | 夜明けのうた                         |
| 7    | 上白石萌音          | 上を向いて歩こう                     |

| 曲順 | 歌手名                                                                | 楽曲                   |
| ---- | --------------------------------------------------------------------- | ---------------------- |
| 8    | 郷ひろみ・さだまさし・氷川きよし・ 布施明・MISIA・Little Glee Monster | 見上げてごらん夜の星を |
| 9    | Foorin                                                                | パプリカ               |
| 10   | 細川たかし                                                            | 望郷じょんから         |
| 11   | V6                                                                    | 愛なんだ               |
| 12   | Perfume                                                               | 無限未来               |
| 13   | さだまさし                                                            | いのちの理由           |
| 14   | いきものがかり・内村光良                                              | YELL                   |
| 15   | 氷川きよし                                                            | 一本の鉛筆             |
| 16   | milet・MORISAKI WIN・BIGYUKI                                          | imagine                |
| 17   | 布施明                                                                | マイ・ウェイ           |
| 18   | MISIA                                                                 | 明日へ                 |

出典
- 出演したアーティストは18組（発表時点では19組（理由は後述））。7月16日、8月4日、8月13日の3回に分けて出演アーティストが発表された。
- 当初は森山直太朗も出演予定だったが、新型コロナウイルス感染症に罹患した事でキャンセルとなった[13]。
- 放送当日、西日本を中心に続く記録的大雨により、一部地域に大雨特別警報が発令。常にL字型画面を表示しながらの放送となった。また、九州・沖縄ブロック、広島県、東海三県ブロック（愛知県・岐阜県・三重県）、長野県では大雨関連のニュースを放送するため、ネット返上となった[14]。
こうした本放送時の事情から、同年9月20日 0:35 - 2:28（19日深夜）に大雨関連ニュースで中断した部分をカットした上で再放送が行われた。

### 第3回（2022年）
| 曲順 | 歌手名     | 楽曲                   |
| ---- | ---------- | ---------------------- |
| 1    | NiziU      | Step and a step        |
| 2    | 大黒摩季   | 熱くなれ               |
| 3    | MISIA      | 希望のうた             |
| 4    | 平原綾香   | 誓い                   |
| 5    | JO1        | Shine A Light          |
| 6    | DA PUMP    | if...                  |
| 7    | 細川たかし | 応援歌、いきます       |
| 8    | 森山直太朗 | 生きてることが辛いなら |
| 9    | 福山雅治   | 虹                     |

| 曲順 | 歌手名                       | 楽曲                               |
| ---- | ---------------------------- | ---------------------------------- |
| 10   | 氷川きよし                   | 上を向いて歩こう                   |
| 11   | 緑黄色社会                   | Mela!                              |
| 12   | SEKAI NO OWARI               | Habit                              |
| 13   | 三浦大知                     | 燦燦                               |
| 14   | 純烈♨️ダチョウ               | 白い雲のように                     |
| 15   | 東京フィルハーモニー交響楽団 | 炎のファイター 〜INOKI BOM-BA-YE〜 |
| 16   | 宇多田ヒカル                 | BADモード                          |
| 17   | あいみょん                   | 双葉                               |
| 18   | さだまさし                   | 広島の空                           |
| 19   | MISIA・加藤登紀子            | 花はどこへ行った                   |
| 20   | 福山雅治                     | クスノキ                           |
| 21   |                              | 雨上がりのエール                   |

出典
- テーマは『明日(あした)への一歩』。
- 出演したアーティストは19組。7月9日、7月20日、7月21日、7月29日、7月31日の5回に分けて出演アーティストが発表された。また、7月22日には番組初となる「ライブ・エール」オリジナルソングの制作が決定し、作詞を司会の内村光良、作曲を森山直太朗が手掛けることが発表された。また、「ライブ・エール」としては初となるキービジュアルも公開された[16]。
- MISIAと加藤登紀子による「花はどこへ行った」の歌唱中、機材トラブルのためVTRが途中で止まるアクシデントが発生し、映像が再開することなく次の福山雅治のステージへと移った[17]。本放送は放送後にNHKプラスで配信予定だったが、この影響で第2部の配信は後述の再放送後に延期された[18]。このトラブルを受けて同年8月14日 23:55 - 翌 1:57に第1部と第2部を連続して再放送し、「花はどこへ行った」も完奏した形で編集の上放送された[19][20]。 
こうした本放送時の事情から、同年9月20日 0:35 - 2:28（19日深夜）に大雨関連ニュースで中断した部分をカットした上で再放送が行われた。

### 第4回（2023年）
| 曲順 | 歌手名                 | 楽曲                   |
| ---- | ---------------------- | ---------------------- |
| 1    | Snow Man               | ナミダの海を越えて行け |
| 2    | ももいろクローバーZ    | 走れ!                  |
| 3    | 郷ひろみ               | GOLDFINGER'99          |
| 4    | 細川たかし             | 北酒場                 |
| 5    | 新しい学校のリーダーズ | オトナブルー           |
| 6    | さだまさし             | 道化師のソネット       |
| 7    | ハマいく               | ビートDEトーヒ         |
| 8    | BE:FIRST               | Bye-Good-Bye           |
| 9    | 森山直太朗             | 夏の終わり             |
| 10   | King & Prince          | koi-wazurai            |
| 11   | King & Prince          | なにもの               |
| 12   | 緑黄色社会             | キャラクター           |
| 13   | 純烈                   | プロポーズ             |
| 14   | 鈴木雅之               | め組のひと             |
| 15   | 大黒摩季               | ら・ら・ら             |
| 16   | 浜崎あゆみ             | 25th A SUMMER メドレー |

| 曲順 | 歌手名                           | 楽曲                         |
| ---- | -------------------------------- | ---------------------------- |
| 17   | King & Prince・Snow Man          | 上を向いて歩こう             |
| 18   | 鈴木雅之・長屋晴子（緑黄色社会） | 見上げてごらん夜の星を       |
| 19   | 出演歌手有志                     | 明日があるさ                 |
| 20   | あいみょん                       | 愛の花                       |
| 21   | 宇多田ヒカル                     | Gold 〜また逢う日まで〜      |
| 22   | 斉藤和義                         | 歌うたいのバラッド           |
| 23   | AI                               | アルデバラン                 |
| 24   | いきものがかり                   | 帰りたくなったよ             |
| 25   | 福山雅治                         | 少年/甲子園〜新しい夏 ver.〜 |
| 26   | 出演歌手有志                     | 雨上がりのエール             |

出典
- テーマは『新しい夏』[22]。
- 出演したアーティストは21組。
- 放送が第1回（2020年）と同一の時間帯に戻される。これに伴い通常土曜 20:55 - 22:00で放送の『サタデーウオッチ9』は休止。
- あいみょんは、連続テレビ小説『らんまん』の主題歌「愛の花」を、ドラマの主人公のモデルとなった植物学者・牧野富太郎ゆかりの高知県立牧野植物園で歌唱した[23]。
- 宇多田ヒカルは、内村光良と『笑う犬の生活』以来24年ぶりに共演した[24]。

### 第5回（2024年）
| 曲順 | 歌手名                      | 楽曲                                 |
| ---- | --------------------------- | ------------------------------------ |
| 1    | 出演歌手有志                | 愛は勝つ                             |
| 2    | 鈴木雅之                    | め組のひと                           |
| 3    | 一青窈                      | ハナミズキ                           |
| 4    | 大泉洋                      | あの空に立つ塔のように               |
| 5    | ゆず                        | 友 〜旅立ちの時〜                    |
| 6    | Omoinotake                  | 幾億光年                             |
| 7    | ME:I                        | Click                                |
| 8    | ハマいく                    | ビートDEトーヒ                       |
| 9    | 郷ひろみ                    | 2億4千万の瞳-エキゾチック・ジャパン- |
| 10   | TUBE:FIRST（TUBE×BE:FIRST） | ライブ・エールSPメドレー             |
| 11   | Awich                       | TSUBASA feat. Yomi Jah               |
| 12   | 石川さゆり                  | 能登半島                             |
| 13   | 松平健、出演歌手有志        | マツケンサンバII                     |

| 曲順 | 歌手名       | 楽曲                 |
| ---- | ------------ | -------------------- |
| 14   | 森山直太朗   | さくら               |
| 15   | Creepy Nuts  | Bling-Bang-Bang-Born |
| 16   | 今井美樹     | PIECE OF MY WISH     |
| 17   | 泉谷しげる   | 春夏秋冬             |
| 18   | 松任谷由実   | acacia [アカシア]    |
| 19   | ゆず         | ビューティフル       |
| 20   | 福山雅治     | ひとみ               |
| 21   | 福山雅治     | 虹                   |
| 22   | 出演歌手有志 | 雨上がりのエール     |

出典
- 出演したアーティストは19組。
- 過去4回は8月の放送だったが、今回は『君の声が聴きたい』プロジェクトと連動し、5月に放送。
- 前年と同一の時間帯に放送。これに伴い通常土曜 21:00 - 22:00で放送の『サタデーウオッチ9』は休止。
- ゆずは、この年能登半島地震の被害を受けた石川県立輪島高等学校を訪ね、歌でエールを届けた。会場となった体育館では約250人の生徒と、金沢市などに避難する生徒たちがリモートで参加した[26]。
- 松任谷由実は、石川県河北郡内灘町に群生するアカシアの美しい花に感動して書いた楽曲「acacia [アカシア]」を歌唱した[27]。
- BE:FIRSTは、メンバーのJUNONが幼い頃から大ファンでアーティストを目指すきっかけになったというTUBEと共演。「TUBE:FIRST」（チューブィー・ファースト）として、一夜限りのスペシャルメドレーを披露した[28]。
- 郷ひろみは、全国トップクラスのチアダンスの強豪校・関東第一高等学校チアリーダー部「Barbie'S」と共演した[28]。
- 福山雅治は、『君の声が聴きたい』プロジェクトに悩みの声を寄せた146人の若者とトークセッションを行い、「夢を追い続ける方法」や「親との向き合い方」といった若者たちの声に向き合った。さらに、若者たちを前に一夜限りのライブパフォーマンスを披露した[28]。
- 森山直太朗は、この年能登半島地震の被害を受け同年4月まで一部運休していた、のと鉄道の能登鹿島駅にある約100本の桜の木の映像とともに歌唱した[28]。
- VTRのナレーションは、声優の市ノ瀬加那が担当した[28]。

## 各局の夏の大型音楽番組
- 夏祭りにっぽんの歌（テレビ東京系列ほか、1970年 - 2019年）
- 音楽の日（TBS系列、2011年 - ）
- FNS歌謡祭 夏[注 15]（フジテレビ系列、2012年 - ）
- THE MUSIC DAY（日本テレビ系列、2013年 - ）
- テレ東音楽祭[注 16]（テレビ東京系列ほか、2014年 - 。6月に放送）
- ミュージックステーションウルトラFES（テレビ朝日系列、2015 - 2018年。9月に放送）